# Manuel María de Iriondo
Manuel María de Iriondo (Santa Fe, 26 de diciembre de 1873 - Buenos Aires, 4 de diciembre de 1958) fue un abogado y político argentino. Fue gobernador de la provincia de Santa Fe entre los años 1937 y 1941. Perteneció a la Unión Cívica Radical y desde 1924 a la Unión Cívica Radical Antipersonalista.

## Biografía
Hijo de Simón de Iriondo y Mercedes Zavalla, nació en Santa Fe en 1873. En 1895 obtuvo el título de abogado y doctor en jurisprudencia en la Universidad de Buenos Aires, donde años más tarde se convirtió en profesor suplente de la cátedra de Economía Política y Finanzas.

## Carrera política
Su carrera dentro de la política comenzó en 1898 junto a Bernardo de Irigoyen de quien fue secretario cuando éste era gobernador de la provincia de Buenos Aires. Ese mismo año se transformó en diputado en la convención reformadora de la constitución.
En 1900 fue elegido diputado nacional por Buenos Aires, cargo que mantuvo hasta 1903.
Un año más tarde se fue elegido diputado nacional, esta vez, por la Capital Federal (1904-1907).
Luego fue nombrado interventor federal en la provincia de San Luis y más tarde ministro de Hacienda de la Nación (1907-1910).
Entre los años 1910 y 1918 presidió el Banco de la Nación Argentina.
En 1919 fue uno de los fundadores del grupo parapolicial de derecha llamado Liga Patriótica Argentina.
Fue ministro de Justicia e Instrucción Pública de la Nación entre 1932 y 1936, durante la presidencia de Agustín Pedro Justo.

## Gobernador de Santa Fe
En 1937 fue elegido como gobernador de la provincia de Santa Fe para el período 1937-1941. 
Durante su gobierno se formuló la Ley N.º 2537 que reglamentó el diseño del escudo provincial.